# Período de rotação

Animação da rotação do asteroide 433 Eros.

Em astronomia, o período de rotação de um corpo celeste é o tempo que um objeto demora para completar uma volta inteira em torno de seu próprio eixo de rotação.

## Medindo a rotação
Para objetos sólidos, como planetas rochosos e asteroides, a rotação possui apenas um valor. Para corpos gasosos, como estrelas e planetas gasosos, o período de rotação varia entre o equador e o polo devido a um fenômeno chamado rotação diferencial. Normalmente, o período de rotação oficial de uma planeta gasoso (como Júpiter, Saturno, Urano e Netuno) é o período de rotação interno, sendo determinado pelo campo magnético do planeta. Para objetos que não são uma esfera simétrica, o período de rotação é, geralmente, indeterminado, mesmo na ausência de forças de gravidade ou de maré. Isso acontece porque, embora o eixo de rotação seja fixado no espaço (pela conservação de momento angular), não é necessariamente fixo no objeto. Como resultado disso, o momento de inércia do objeto em volta do eixo de rotação pode variar, e portanto o ritmo de rotação pode variar (porque o produto do momento de inércia e o ritmo de rotação é igual ao momento angular, que é fixo). Por exemplo, Hipérion, um satélite de Saturno, mostra esse comportamento, e seu período de rotação é considerado caótico.